# Vincent zu Dänemark

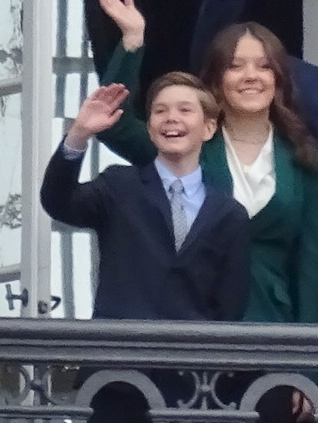
Vincent zu Dänemark

Vincent Frederik Minik Alexander, Prinz zu Dänemark, Graf von Monpezat (* 8. Januar 2011 in Kopenhagen) ist das dritte Kind und der jüngere Sohn von König Frederik X. und Königin Mary, das sechste Enkelkind und der jüngste Enkel von Margrethe II. und Prinz Henrik sowie der ältere Zwillingsbruder von Prinzessin Josephine. Vincent ist nach seinem älteren Bruder Kronprinz Christian und seiner älteren Schwester Prinzessin Isabella auf Platz drei der dänischen Thronfolge.

## Leben
Prinz Vincent wurde im Rigshospitalet, dem Kopenhagener Universitätskrankenhaus, 26 Minuten vor seiner Zwillingsschwester, um 10:30 Uhr Ortszeit geboren. Am Mittag des 8. Januar wurde von der Sixtus-Batterie auf dem Marinestützpunkt Holmen in Kopenhagen und vom Schloss Kronborg ein Salut mit 21 Kanonen abgefeuert, um die Ankunft eines königlichen Kindes zu feiern. Er und seine Schwester wurden am 14. April 2011 in der Holmens Kirke in Kopenhagen getauft. Sein vollständiger Name wurde als Vincent Frederik Minik Alexander bekannt gegeben. Sein dritter Name, Minik, ist grönländisch und kann mit „Blubber“ oder „Fettschicht“ übersetzt werden. Seine Paten sind sein Onkel mütterlicherseits, John Stuart Donaldson, der erste Cousin seines Vaters, Gustav Prinz zu Sayn-Wittgenstein-Berleburg (damals Erbprinz), die Hofdame seiner Mutter, Caroline Heering, und Freunde seiner Eltern, der König von Spanien (damals Prinz von Asturien), Graf Michael Ahlefeldt-Laurvig-Bille sowie Baronin Helle Reedtz-Thott.

## Öffentliche Wahrnehmungen und Auftritte
Am 3. August 2014, während des offiziellen Besuchs der Familie in Grönland, nahmen Vincent, seine Eltern und Geschwister an einer Baumpflanzung teil, der nach Vincent und seiner Schwester benannt wurde, die in Grönland unter ihren grönländischen Zweitnamen bekannt sind. Am 15. August 2017 wurden Vincent und seine jüngere Zwillingsschwester in die Tranegårdsskolen in Gentofte eingeschult – die gleiche öffentliche Schule wie ihre älteren Geschwister. Im Januar 2020 begannen Vincent und seine drei Geschwister einen 12-wöchigen Schulaufenthalt an der Lemania-Verbier International School in Verbier. Der Aufenthalt wurde schließlich abgebrochen und die Geschwister kehrten im März aufgrund der Verschärfung der COVID-19-Situation in Dänemark nach Hause zurück.

## Thronfolge
Im Jahr 2009 wurde die dänische Verfassung geändert und die absolute Primogenitur für den dänischen Thron eingeführt, was bedeutet, dass das älteste Kind, unabhängig vom Geschlecht, in der Thronfolge den Vorrang hat. Nach dem alten System der männlichen Präferenzprimogenitur hätte Vincent seine ältere Schwester Isabella in der Thronfolge verdrängt; nach dem neuen Gesetz folgt er stattdessen direkt nach ihr.

## Titel und Prädikat
Vincent trägt den Titel Seine Königliche Hoheit Prinz Vincent von Dänemark, Graf von Monpezat.